# Git Persson
Git Ingela Katarina Persson, verheiratete Git Persson Sördin (* 12. Mai 1965), ist eine schwedische Dansband-Sängerin und Akkordeon-Musikerin.

## Wirken
Git Persson nahm 1986 am schwedischen Vorentscheid der Eurovision Song Contests, dem Melodifestivalen, teil. Mit ihrem Lied Du förför mig (Du verführst mich) verfehlte sie dort die Schlussrunde. Im Musikvideo zu Du förför mig spielte Jan Guillou den Vampir.
Von 1995 bis 2004 sang sie bei der Dansband Kellys. Als Sängerin der Kellys wurde sie 2000 im Jahr der Erstverleihung der „Guldklaven“ (Goldplatte) in der Kategorie „Sångerska“ als bester Sänger bzw. beste Sängerin ausgezeichnet. 2003 trat sie der Dansband Curt Haagers bei und blieb bis deren Auflösung am 31. Dezember 2006. Im Februar 2007 wechselte sie zur Dansband Fernandoz, bei der sie im Sommer 2009 wieder ausstieg, um nach Skåne zurückzukehren, wo sie in Hässleholm als Friseurin arbeitete.
Git Persson Sördin lebt aktuell in Norrtälje und ist als Kreuzfahrthostess bei der Silja Line der AS Tallink Grupp tätig.

## Diskografie (Auswahl)
(nur Solo-Veröffentlichungen)

Singles:
- 1986: Du Förför Mig (Frituna)
- 1986: Kärleken Är Du (Frituna)

Kooperationen:
- 1997: mit Lasse Berghagen: Tack För Allt Du Gett Mig auf Lasse Berghagen: Inte Bara Drömmar (Nordiska Musik Gruppen)

Kompilationsbeiträge:
- 1986: Du Förför Mig auf Svenska Schlagerfestivalen 1986 (Mariann)
- 2004: Du Förför Mig auf Åttiotalet Diamanter  (EMI)
- 2006: Et Lille Ord auf Skandinaviens Bedste Dansemusik 2 (Harlekin)
- 2007: Du Förför Mig auf Festivalfavoriter Hits Och Rariteter 1983–2006 (EMI)
- 2007: Du Förför Mig auf Festivalfavoriter, Vol. 3 (Parlophone)
- 2007: Nej Så Tjock Du Har Blitt  auf Absolute Dansband (Absolute)
- 2007: Nej Så Tjock Du Har Blitt  auf Absolute Danseband 3 (EVA Records)
- 2009: Nej Så Tjock Du Har Blitt  auf Absolute Dansband 2009 (Absolute)

## Features
- 2008: Anders Nordlund feat. Git Persson: Rosa På Bal auf Svenske Sommersange
- 2008: Richard Ragnvald feat. Git Persson: Et Lille Ord auf Richard Ragnvald – Tak for Alle Arene (Universal Distribution)
- 2009: Kandis feat. Git Persson: Rock Medley und Vores Bryllupsdag auf Kandis Live 2 – 20 års jubilæumsshow
- o. J.: Tack För Allt du Gett Mig auf Lasse Berghagen – Det Bästa Med Lasse Berghagen (Frituna: CD 1)
- o. J.: Tack För Allt du Gett Mig auf Lasse Berghagen – Inte Bara Drömmar (Frituna)